# خال‌سفید ابروقرمز
خال‌سفید ابروقرمز (نام علمی: Pardalotus rubricatus) نام یک گونه از سرده خال‌سفید است.